# Liban na Letnich Igrzyskach Olimpijskich 1948
Liban na Letnich Igrzyskach Olimpijskich 1948 reprezentowało 8 zawodników, tylko mężczyzn.

## Skład kadry

### Boks
- Michel Ghaoui
  - waga piórkowa - 17. miejsce

### Strzelectwo
- Chalil Hilmi
  - Pistolet szybkostrzelny 25 m - 57. miejsce
  - Pistolet dowolny 50 m - 50. miejsce

- Salim Salam
  - karabin dowolny leżąc 50 m - 70. miejsce

### Zapasy
- Abdallah Sidani
  - waga musza w stylu klasycznym - nie ukończył

- Safi Taha
  - waga piórkowa w stylu klasycznym  - 6. miejsce

- Charif Damage
  - waga lekka w stylu klasycznym  - 4. miejsce

- Ibrahim Mahgoub
  - waga półciężka w stylu klasycznym  - nie ukończył

- Bechara Abou Rejaile
  - waga lekka w stylu wolnym - nie ukończył